# 東青梅
東青梅（ひがしおうめ）は、東京都青梅市に存在する地名である。現行行政地名は東青梅一丁目から東青梅六丁目。郵便番号は198-0042。青梅市の中核施設の大半がある。

## 地理
青梅市の西部に位置し、北部に吹上、東部に師岡町、南部に千ヶ瀬町と河辺町、西部に勝沼に隣接している。

### 地価
住宅地の地価は、2017年（平成29年）の公示地価によれば、東青梅四丁目17番4の地点で17万7000円/m2となっている。

## 歴史
- 1872年（明治5年） - 青梅郵便局 開局
- 1932年（昭和7年） - 東青梅駅 開業
- 1951年（昭和26年）4月1日 - 青梅町、霞村、調布村との合併により青梅市が発足。
- 1953年（昭和28年） - 青梅市立第四小学校 開校
- 1957年（昭和32年） - 青梅市立総合病院 開院
- 1961年（昭和36年）11月 - 青梅市役所 庁舎落成[6]。
- 1964年（昭和39年）11月 - 「東青梅地区区画整理事業」に伴い、青梅地区の大字勝沼・西分、霞地区の大字師岡の一部を整理し、東青梅一丁目・二丁目・三丁目・四丁目が誕生[7]。
- 1966年（昭和41年）11月 - 「師岡土地区画整理事業」に伴い、師岡の一部を整理し、東青梅五丁目が誕生[8]。
- 1972年（昭和47年）2月 - 「城前土地区画整理事業」に伴い、勝沼・師岡・東青梅地区の大字根ヶ布の一部を整理し、東青梅六丁目が誕生[9]。
- 1997年 - 東青梅センタービル 開業
- 2010年 - 青梅市役所現庁舎 開業

## 世帯数と人口
2018年（平成30年）1月1日現在の世帯数と人口は以下の通りである。
| 丁目         | 世帯数    | 人口    |
| ------------ | --------- | ------- |
| 東青梅一丁目 | 484世帯   | 944人   |
| 東青梅二丁目 | 833世帯   | 1,599人 |
| 東青梅三丁目 | 1,100世帯 | 2,177人 |
| 東青梅四丁目 | 763世帯   | 1,368人 |
| 東青梅五丁目 | 997世帯   | 1,900人 |
| 東青梅六丁目 | 390世帯   | 827人   |
| 計           | 4,567世帯 | 8,815人 |

## 小・中学校の学区
市立小・中学校に通う場合、学区は以下の通りとなる。
| 丁目         | 番地       | 小学校             | 中学校             |
| ------------ | ---------- | ------------------ | ------------------ |
| 東青梅一丁目 | 全域       | 青梅市立第四小学校 | 青梅市立第一中学校 |
| 東青梅二丁目 | 全域       | 青梅市立第四小学校 | 青梅市立第一中学校 |
| 東青梅三丁目 | 1〜23番地  | 青梅市立第四小学校 | 青梅市立霞台中学校 |
| 東青梅三丁目 | その他     | 青梅市立河辺小学校 | 青梅市立霞台中学校 |
| 東青梅四丁目 | 全域       | 青梅市立河辺小学校 | 青梅市立霞台中学校 |
| 東青梅五丁目 | 14〜27番地 | 青梅市立第四小学校 | 青梅市立霞台中学校 |
| 東青梅五丁目 | その他     | 青梅市立河辺小学校 | 青梅市立霞台中学校 |
| 東青梅六丁目 | 全域       | 青梅市立第四小学校 | 青梅市立吹上中学校 |

## 交通

### 鉄道

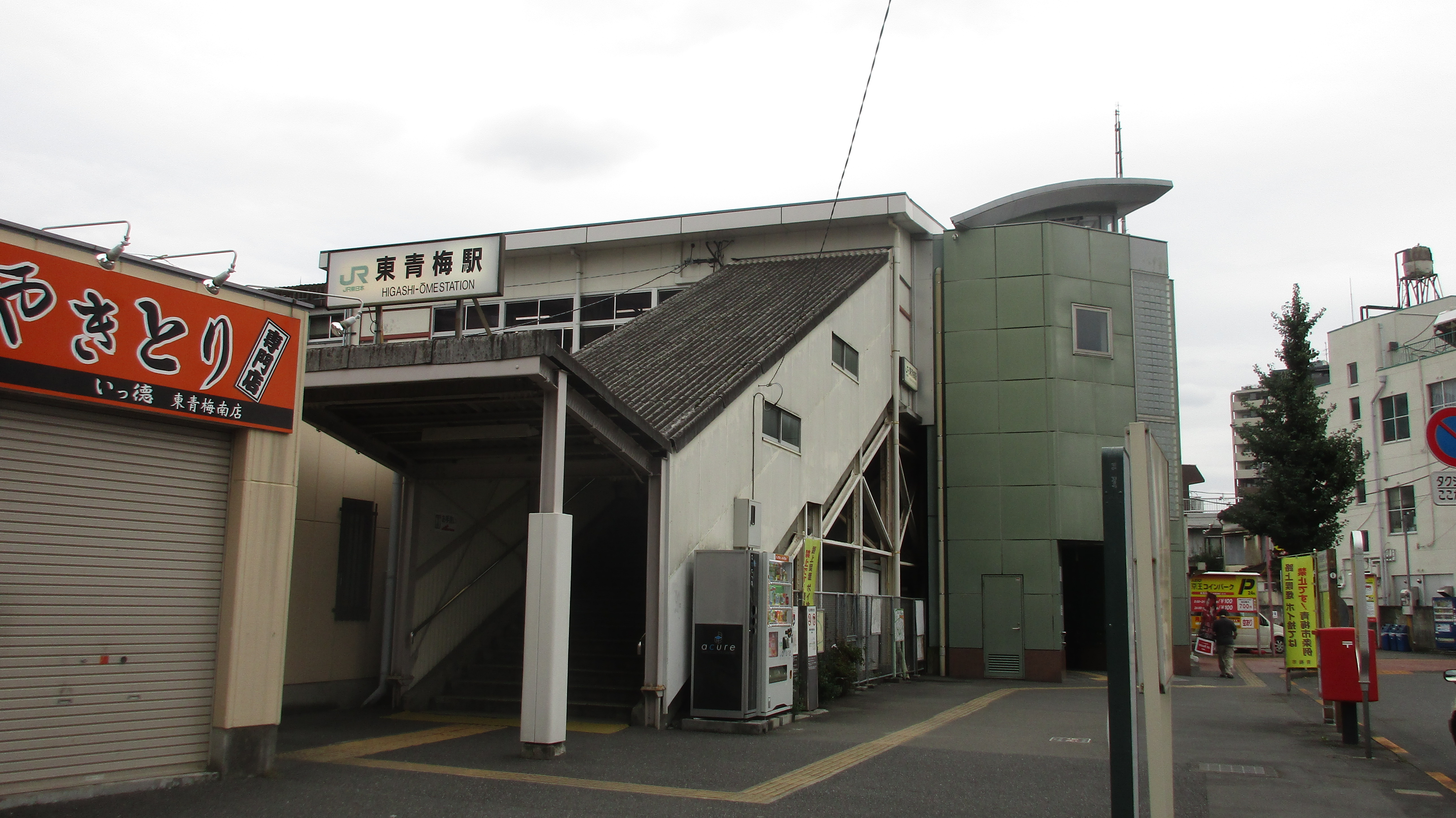
JR青梅線東青梅駅入り口
（2016年10月10日撮影）

- JR青梅線 東青梅駅

### バス
- 東京都交通局（青梅支所管内）
- 西武バス（飯能営業所管内）
- 西東京バス

### 道路
主要地方道
- 東京都道5号新宿青梅線（青梅街道）
- 東京都道28号青梅飯能線（成木街道）
- 東京都道29号立川青梅線（奥多摩街道）
- 東京都道63号青梅入間線（豊岡街道）

## 施設など
全域
- 青梅市消防団分団[11]
  - 第八分団 - 東青梅・大門地区

東青梅一丁目
- 東青梅駅
- 青梅市役所
- 青梅郵便局
- 青梅市福祉センター - 青梅市社会福祉協議会や、結婚式場『スイート・プラム』ならびに地下食堂（2021年3月31日をもって営業終了）もある。
- 青梅市健康センター
- 東青梅診療所
- 東青梅センタービル
- 大塚前公園[12]
- 東京都西多摩保健所[13] - 2019年9月30日、東青梅五丁目から東青梅一丁目に移転した[14]。
- ろうきんATM
- ケミコン精機
- ファミリーマート東青梅駅前店

東青梅二丁目
- 青梅労働基準監督署
- マルフジ東青梅店
- みずほ銀行東青梅支店
- りそな銀行東青梅支店
- ファミリーマート東青梅駅北口店、青梅成木街道店
- 夢の図書館
- 大塚山公園[12]
- 大塚正一位稲荷神社

東青梅三丁目
- ハローワーク青梅分庁舎
- 東京都西多摩建設事務所
- セブンイレブン青梅東青梅3丁目店
- 日本基督教団青梅教会
- 崇教真光青梅小修験道場
- 青梅六万薬師堂
- 六万公園[12]

東青梅四丁目
- 青梅税務署
- 市立青梅総合医療センター
- ファミリーマート東青梅4丁目店、青梅市立総合病院店
- ローソン東青梅4丁目店
- デニーズ東青梅店
- 石神社
- 中原公園[12]

東青梅五丁目
- 青梅ゆりかご第2保育園
- セブンイレブン東青梅5丁目北店
- ファミリーマート東青梅五丁目店
- ヤマト運輸青梅友田センター
- 東京電力パワーグリッド(株)立川支社
- 早道公園[12]

東青梅六丁目
- 青梅市立第四小学校
- かすみ保育園
- もみの木幼児園
- セブンイレブン青梅四小前店
- 光明寺
- 師岡神社
- 青梅キリスト教会
- 城前公園[12]
- 勝沼城跡